# 札木合
札木合（转写：ǰamuγ-a；1161年—1205年），尼倫蒙古札達蘭部首领，被稱為古兒汗（转写：Gür qaγan）。他早年與铁木真結義為安答，二人曾在蒙古草原上合作，後來又分裂對立。最後札木合敗於鐵木真而被賜死，但不論是蒙古還是中原的歷史對他的評價都非常高。

## 生平

### 早年
札木合出身於札達兰部，自幼失去父母，無兄弟。根據《蒙古秘史》所記載，札木合的祖先與成吉思汗的祖先同宗。
根據傳說，札木合幼年时同铁木真是好友，並在金大定十二年（1172年）左右曾结为安答（兄弟）。不過，在金大定二十七年（1187年），铁木真与蔑儿乞部发生争斗戰敗，前来依附札木合，札木合遂联合克烈部首领王汗，以帮助铁木真复仇为名击败了蔑儿乞部。鐵木真的父親也速該在鐵木真幼年時離世，札木合擊敗了蔑儿乞部，順理成章的成为蒙古各部中的强者，并与铁木真重新结为安答，帮助其收集失散的部落。

### 十三翼之戰
金大定二十八年（1188年），由于私下争取札木合的部众，铁木真与札木合产生矛盾，脱离札木合而去。金明昌元年（1190年），札木合与铁木真发生十三翼之战，虽然取胜，但战後札木合以大鍋煮死淪為俘虜的赤那思氏部眾，令盟友與部下不齒而紛紛改投铁木真麾下，札木合之勢開始衰落。

### 闊亦田之戰
金泰和元年（1201年），泰赤乌部、塔塔兒部、蔑兒乞部等11部推举札達兰部的札木合为“古兒汗”，联兵攻打铁木真，史稱闊亦田之戰。此戰札木合被铁木真和王汗联军击败，向王汗投降。托庇于王汗克烈部的札木合後來欲谋夺王汗之位，被王汗擊潰，败走。金泰和三年（1203年）秋，王汗被铁木真击灭，札木合投靠乃蛮首领太陽汗。

### 戰敗求死
金泰和四年（1204年），铁木真击败太陽汗，札木合被随从出卖，沦为俘虏。
札木合被帶到鐵木真面前。鐵木真顧念恩情與結義之情，不斷勸降他，但他仍拒绝了铁木真的招降，只求一死。
但因為當時的蒙古薩滿深信凡是血流而死，靈魂永遠受到當時流血的痛苦，而且很難升上長生天的天國。所以札木合向鐵木真要求：「念在二人幼年的安答情誼，希望可以不流血而死。」鐵木真同意。但執行方法眾說紛紜，有數種說法：其一是絞死，倒吊之後，以弓弦縊死。其二是杖斃，打斷背脊而死。其三是悶死，被裝進麻袋中使其自然窒息而死。其四是被包裹在毯子內，然後以萬馬將其踏死，這也是最著名的說法。

## 延伸阅读
[在维基数据编辑]
 《新元史/卷117》，出自柯劭忞《新元史》